# Оман на летних Олимпийских играх 2008
Оман принимал участие в Летних Олимпийских играх 2008 года в Пекине (Китай) в седьмой раз за свою историю, но не завоевал ни одной медали. Сборную страны представляли трое мужчин и единственная женщина — Бутайна аль-Якуби. Это был первый раз, когда оманская женщина приняла участие в Олимпийских играх.

## Результаты соревнований

### Лёгкая атлетика
Мужчины
| Спортсмен        | Дисциплина | Предварительный раунд | Предварительный раунд | Четвертьфинал | Четвертьфинал | Полуфинал | Полуфинал | Финал     | Финал     |
| Спортсмен        | Дисциплина | Результат             | Место                 | Результат     | Место         | Результат | Место     | Результат | Место     |
| ---------------- | ---------- | --------------------- | --------------------- | ------------- | ------------- | --------- | --------- | --------- | --------- |
| Абдулла Аль-Соли | 100 м      | 10.53                 | 5                     | Не прошёл     | Не прошёл     | Не прошёл | Не прошёл | Не прошёл | Не прошёл |

Женщины
| Спортсмен         | Дисциплина | Предварительный раунд | Предварительный раунд | Четвертьфинал | Четвертьфинал | Полуфинал | Полуфинал | Финал     | Финал     |
| Спортсмен         | Дисциплина | Результат             | Место                 | Результат     | Место         | Результат | Место     | Результат | Место     |
| ----------------- | ---------- | --------------------- | --------------------- | ------------- | ------------- | --------- | --------- | --------- | --------- |
| Бутайна аль-Якуби | 100 м      | 13.90                 | 5                     | Не прошла     | Не прошла     | Не прошла | Не прошла | Не прошла | Не прошла |

### Стрельба
Мужчины
| Спортсмен           | Соревнование             | Квалификация | Квалификация | Финал     | Финал     |
| Спортсмен           | Соревнование             | Результат    | Место        | Результат | Место     |
| ------------------- | ------------------------ | ------------ | ------------ | --------- | --------- |
| Дадаллах аль-Булуши | Винтовка лёжа, 50 метров | 582          | 51           | Не прошёл | Не прошёл |

### Плавание
Мужчины
| Спортсмен          | Соревнование | Предварительные заплывы | Предварительные заплывы | Полуфинал | Полуфинал | Финал     | Финал     |
| Спортсмен          | Соревнование | Результат               | Место                   | Результат | Место     | Результат | Место     |
| ------------------ | ------------ | ----------------------- | ----------------------- | --------- | --------- | --------- | --------- |
| Мохаммед аль-Хабси | 100 м брасс  | 1:12.28                 | 62                      | Не прошёл | Не прошёл | Не прошёл | Не прошёл |